# Verre crown
Pour les articles homonymes, voir Crown.

Diagramme d'Abbe des verres optiques.

Le verre crown est un type de verre optique qu'on distingue des autres verres d'oxydes par son nombre d'Abbe élevé. Ce sont donc des verres à faible dispersion chromatique.
Le verre crown a un nombre d'Abbe supérieur à 55 lorsque son indice de réfraction est inférieur à 1,60 et un nombre d'Abbe supérieur à 50 lorsque son indice de réfraction est supérieur à 1,60.
Le verre crown est produit à partir d'un silicate alcalin par exemple en incorporant un taux élevé de pentoxyde de phosphore, de sesquioxyde de bore. Un exemple de verre crown très courant est le BK7.

## Historique

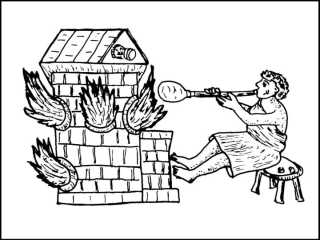
Fabrication du verre au IXe siècle.

Souvent désigné sous l’appellation de verre à vitre, le verre crown est longtemps resté difficile à fabriquer en grande quantité et de manière homogène.
Au début du XIXe siècle, les verres crown fabriqués ne sont pas incolores (jaune pour le verre produit en Allemagne et vert pour le verre produit en Angleterre).

## Composition
Le verre crown est à base de silicates de potassium et de calcium ou de potassium, il contient souvent des oxydes de phosphore. Dans la dénomination utilisée par le fabricant Schott, les verres crown sont classés par famille de composition chimique ou par propriété.
| Abréviation de la famille | Nom complet et composition chimique |
| ------------------------- | ----------------------------------- |
| K                         | Crown                               |
| BaK                       | Crown au baryte                     |
| BaLK                      | Crown au baryte léger               |
| BK                        | Crown au bore                       |
| ZK                        | Crown au zinc                       |
| SK                        | Crown dense                         |
| SSK                       | Crown extra-dense                   |
| TiK                       | Crown au titane                     |
| PK                        | Crown au phosphate                  |
| PSK                       | Crown au phosphate dense            |
| LaK                       | Crown au lanthane                   |

## Propriétés
Propriétés typiques de verre crown, exemple du N-BK7 :
| Propriétés optiques           | Propriétés optiques          | Propriétés optiques           | Propriétés optiques   | Propriétés optiques               |
| Domaine de transparence       | Indice de réfraction         | Constringence                 | Biréfringence         | Coefficient de réfraction relatif |
| ----------------------------- | ---------------------------- | ----------------------------- | --------------------- | --------------------------------- |
| T > 60 % de 0,4 à 5 µm        | n=1,5147 à 0,6438 µm         | νd=64,17                      | Dn=0                  | dn/dt=2,7 × 10−6 à 0,6438 µm      |
|                               |                              |                               |                       |                                   |
| Propriétés mécaniques         |                              |                               |                       |                                   |
| Masse volumique               | Module d'Young               | Dureté Knoop                  |                       |                                   |
| 4 830 kg m−3                  | 5,3 × 1010 N m−2             | 82 × 10−6 kg m−2              |                       |                                   |
|                               |                              |                               |                       |                                   |
| Propriétés thermiques         |                              |                               |                       |                                   |
| Chaleur spécifique            | Conductibilité               | Coefficient de dilatation (α) | Diffusivité thermique | Facteur de mérite réfléchissant   |
| 858 J kg−1 K−1                | 1,114 W m−1 K−1              | 8,3 × 10−6 K−1 de 293 à 573 K | 0,517 × 10−6 m2 s−1   | 16,046                            |
| Température de transformation | Température de ramolissement |                               |                       |                                   |
| 832 K                         | 992 K                        |                               |                       |                                   |
|                               |                              |                               |                       |                                   |
| Solubilité chimique           |                              |                               |                       |                                   |
| Eau                           | Alcool                       | Alcalis                       | Acides                | Ether                             |
| Insoluble                     | Insoluble                    | Insoluble                     | Insoluble             | Insoluble                         |

## Applications

Doublet achromatique utilisant un verre crown.

- Le verre crown est utilisé en conception optique avec un verre flint dans les doublets optiques pour annuler le chromatisme[10].